# Автошлях E403
Автошлях E403 — автомобільний європейський автомобільний маршрут категорії Б, що проходить у Бельгії та з'єднує міста Зебрюгге та Турне.

## Маршрут
Весь шлях проходить через такі міста:
- -  E34,  E404 Зебрюгге
  -  E40 Брюгге
  - Руселаре
  -  E17 Кортрейк
  -  E429 Турне